# 제프 챈들러
제프 챈들러(Jeff Chandler, 1918년 12월 15일 ~ 1961년 6월 17일)는 미국의 배우이다.

## 출연 작품
- MMC (1989)